# 1133.
◄ | 11. stoljeće | 12. stoljeće | 13. stoljeće | ►
◄ | 1100-ih | 1110-ih | 1120-ih | 1130-ih | 1140-ih | 1150-ih | 1160-ih | ►
◄◄ | ◄ | 1130. | 1131. | 1132. | 1133. | 1134. | 1135. | 1136. | ► | ►►
Arhitektura • Astronomija • Knjige • Književnost • Kršćanstvo • Medicina • Pravo • Promet • Znanost

## Događaji
- Oko 1133. Bela II. ratom je vratio pod svoju vlast Biograd, Split, Šibenik i Trogir; Zadar i otoci Krk, Rab, Cres, kao i Dubrovnik, ostali su pod vlašću Mlečana.

## Rođenja
- Kralj Sigurd II. od Norveške († 1155.)

## Vanjske poveznice
|  | Zajednički poslužitelj ima još gradiva o temi 1133. |